# Black Hawk megye
Black Hawk megye az Amerikai Egyesült Államokban, azon belül Iowa államban található. Megyeszékhelye és legnagyobb városa Waterloo. Lakosainak száma 131 144 fő (2020. április 1.). Black Hawk megye Bremer, Tama, Benton, Grundy, Butler, Buchanan és Fayette megyékkel határos.

## Népesség
A megye népességének változása:
| Lakosok száma | 128 013 | 131 160 | 131 401 | 131 638 | 132 546 | 133 455 | 131 144 |
|               | 2000    | 2010    | 2011    | 2012    | 2013    | 2015    | 2020    |